# Aracne

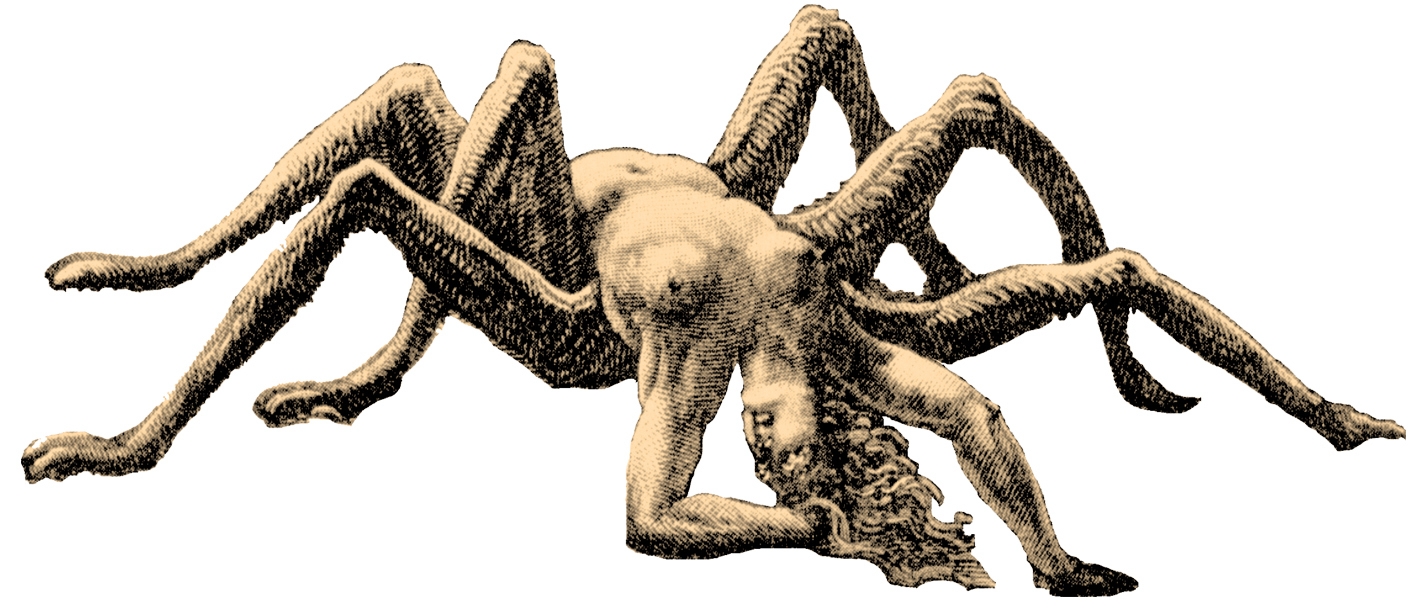
Arachne (1861), de Gustave Doré. Desenho para ilustração da edição de Inferno de Dante

Aracne, na mitologia grega, era uma jovem lídia de extraordinária habilidade na arte de bordar. Seus trabalhos eram perfeitos e admirados, chamando a atenção de todos: as ninfas deixavam os córregos e os vinhedos; os camponeses, a labuta. Devido a tanta admiração de todos, Aracne começou a comparar-se à deusa Atena na qualidade de seus trabalhos. Quando a notícia chegou ao Olimpo, Atena ficou furiosa com a petulância da mortal. Sentiu-se desafiada e resolveu então promover uma competição contra Aracne, para ver quem merecia, de fato, ser considerada a melhor na arte de bordar. Quando foram conferir os trabalhos, Atena viu que Aracne tinha bordado as traições amorosas de Zeus, seu pai, furiosa deu um golpe na cabeça de Aracne e rasgou seu bordado. Aracne ficou decepcionada com o que aconteceu, decidiu se enforcar, mas Atena chegou a tempo e salvou-a. Em seguida transformou a corda, em que Aracne se encontrava em uma teia, transformando-a em aranha, porque assim a tecelagem perfeita de Aracne ficaria viva para sempre.
Outra versão diz que, as pessoas ficaram em dúvida, quanto às tecelagens. Atena com raiva transformou Aracne em aranha.
E ainda há outra, que diz que Aracne fez uma peça a um rei, que deslumbrado, disse que só Atena faria melhor. Aracne então decidiu desafiá-la para ver quem era a melhor. Atena aceitou e assim foi. Durante o desafio Atena viu que não tinha chance de vencer, então disse que se Aracne desistisse a tornaria a maior fiadeira e tecelã de todos os tempos, Aracne aceitou. No entanto, em vez de Atena a transformar no que dissera, transformou-a em aranha, tornando-se assim a tecedeira (tecelã) dos deuses.